# 千代國一
千代 國一（ちよ くにいち、1916年1月30日 - 2011年8月29日）は、日本の歌人。

## 人物
新潟県生まれ。大倉高等商業学校（現・東京経済大学）卒。銀行員を経て企業人となり、戦後は大倉製絲の工場復活に尽力した。応召中の兄がくれた岩波文庫の正岡子規歌集を読んで短歌に興味を持ち、窪田空穂に特に感銘を受けて、彼が創刊した歌誌『国民文学』に入会。松村英一に師事し、1987年より編集発行人を担当。師の没後に主宰を継承した。
1952年、歌集『鳥の棲む樹』で第1回新歌人会賞。1966年、歌集『冷気湖』が第9回日本歌人クラブ推薦歌集（現・日本歌人クラブ賞）に選ばれる。1999年、歌集『水草の川』で第7回短歌新聞社賞。写実に徹した堅実な歌風を貫いた。新歌人会の組織など、歌壇活動も盛んであった。
1990年から1997年まで、歌会始の選者を務めた。
新潟第一中学校・高等学校の学園歌作詞を担当した。
2011年8月29日、腎不全のため死去。95歳没。

## 著書
- 鳥の棲む樹 歌集 第二書房 1952 (国民文学叢書) のち短歌新聞社文庫
- 陰のある道 歌集 新星書房 1959.10 (国民文学叢書)
- 冷気湖 新星書房 1965 (国民文学叢書)
- 冬の沙 新星書房 1972 (国民文学叢書)
- 暮春 歌集 短歌新聞社 1977.1 (国民文学叢書)
- 黒き実 自選歌集 短歌新聞社 1980.9 (現代歌人叢書)
- 花天 歌集 短歌新聞社 1981.7 (国民文学叢書)
- 批評と表現 評論集 短歌新聞社 1982.11 (国民文学叢書)
- 天の暁 歌集 短歌新聞社 1984.9 (国民文学叢書)
- 態度と表現 評論集 短歌新聞社 1984.9 (国民文学叢書)
- 風日 歌集 短歌新聞社 1987.3 (現代短歌全集)
- 鑑賞松村英一の秀歌 短歌新聞社 1987.1 (現代短歌鑑賞シリーズ)
- 日曇 歌集 短歌新聞社 1990.9 (国民文学叢書)
- 批評と展望 評論集 短歌新聞社 1990.3 (国民文学叢書)
- 批評の軌跡 評論集 短歌新聞社 1993.3 (国民文学叢書)
- 花光 歌集 短歌新聞社 1995.7 (国民文学叢書)
- 千代国一 沖積舎 1995.10 (現代短歌集成)
- 良い歌とは、その条件 評論集 短歌新聞社 1996.10 (国民文学叢書)
- 水草の川 歌集 短歌新聞社 1999 (国民文学叢書)
- 定本千代国一全歌集 短歌新聞社 2003.1
- 師の花吾が花 歌集 短歌新聞社 2006.7 (国民文学叢書)